# Rachid Boudjedra

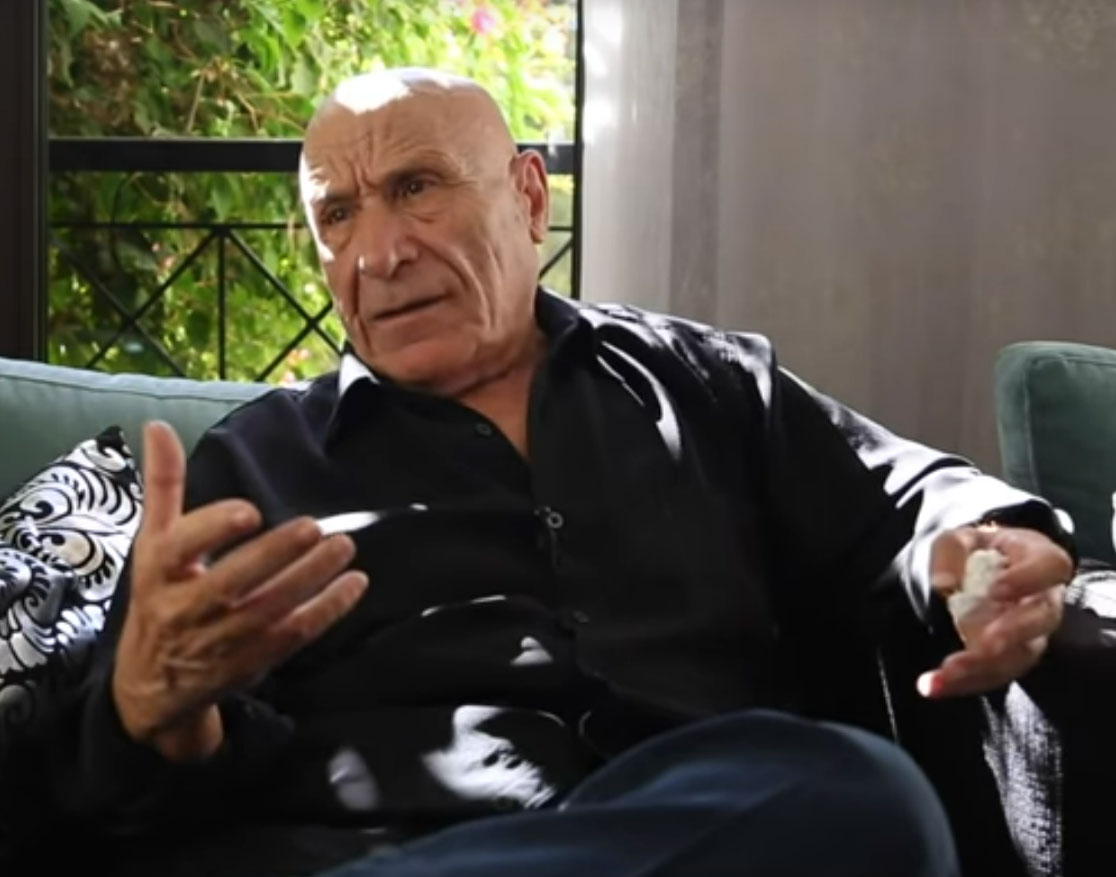
Rachid Boudjedra, 2019

Rachid Boudjedra (arabisch رشيد بوجدرة, DMG Rašīd Būǧidra; * 5. September 1941 in Aïn Beïda, Algerien) ist ein algerischer Schriftsteller und Drehbuchautor.

## Leben
Rachid Boudjedra erhielt in Algerien und Tunesien eine traditionelle muslimische Erziehung. 1960 nahm er am algerischen Befreiungskrieg teil und wurde verwundet. Er setzte sein Studium der Mathematik und Philosophie in Algier und Frankreich fort, wo er an der Sorbonne in Paris einen Abschluss in Philosophie erhielt und Lehraufträge an verschiedenen Universitäten übernahm.
Boudjedra verarbeitet in seinem Werk Kindheitstraumata und die Widersprüche der postkolonialen algerischen Gesellschaft. Anfänglich schrieb er auf Französisch. Seit 1982 publiziert er auf Arabisch und übersetzt seine Werke ins Französische. Neben Romanen verfasste er Gedichte, Essays und Drehbücher.

## Werke
- 1965 Pour ne plus rêver
- 1969 La Répudiation, Paris. Dt. Die Verstoßung, Unionsverlag 1991 (Übers. Dorothea Steiner und Siegfried Helmchen)
- 1975 Topographie idéale pour une aggression caractérisée, Paris. Dt. Ideale Topographie für eine offenkundige Aggression, Aufbau Verlag 1978, und Verlag Donata Kinzelbach 1993 (Übers. Thomas Dobberkau)
- 1971 La Vie quotidienne en Algérie (La vie quotidienne)
- 1972 Journal palestinien, Alger-Paris. Dt. Das Palästina-Tagebuch, Donata Kinzelbach 1991 (Übers. Barbara Rösner-Brauch)
- 1972 L’Insolation, Paris. Dt. Sonnenstich, Donata Kinzelbach 1994 (Übers. Eva Moldenhauer)
- 1975 Chroniques des années de braise Drehbuch (Goldene Palme)
- 1977 L’Escargot entêté, Paris. Dt. Die hartnäckige Schnecke, Donata Kinzelbach 1993 (Übers. Eva Moldenhauer)
- 1979 Les 1001 années de la nostalgie Dt. Die 1001 Jahre der Sehnsucht; Donata Kinzelbach 1999
- 1981 Le Vainqueur de coupe, Paris. Dt. Der Pokalsieger, Unionsverlag 1989 (Übers. Jeanne Pachznicke)
- 1982 Le Démantèlement. Dt. Die Auflösung, Donata Kinzelbach 1996 (Ü. Monika Hoffmann und Salah Tamen)
- 1983 Greffe, Alger. Dt. Befruchtung (Gedichte), Donata Kinzelbach 1991 (Ü. Issam Beydoun)
- 1985 La Pluie, Paris. Dt. Der Regen, Donata Kinzelbach 1992 (Ü. Eva Moldenhauer)
- 1987 La Prise de Gibraltar, Paris. Dt. Die Eroberung von Gibraltar, Donata Kinzelbach 1994 (Ü. Eva Moldenhauer)
- 1991 Le Désordre des choses, Paris. Dt. Die Unordnung der Dinge, Donata Kinzelbach 1995 (Ü. Eva Moldenhauer)
- 1993 Prinzip Hass, Donata Kinzelbach
- 1994 Timimoun, Dt.Timimoun, Donata Kinzelbach 1995
- 1995 Lettres algériennes
- 1995 Mines de rien
- 1996 Peindre l'Orient
- 1999 L’endroit
- 2000 Fascination, Dt. Fluchten, Donata Kinzelbach 2001 (Ü. Patricia A. Hladschik) Kinzelbach, 2001
- 2001 Cinq fragments du désert
- 2003 Les Funérailles

## Lyrik
- 1991 Befruchtung Mainz: Kinzelbach, 1991, ISBN 3--927069--12--4
- 2001 Bars von Algier Waldgut, 2001